# Greatest Hits (Amy Diamond)
 For alternative betydninger, se Greatest Hits. (Se også artikler, som begynder med Greatest Hits)
Greatest Hits er Amy Diamonds sjette album. Det skulle være udkommet 3. november 2010, men blev udgivet 29. oktober 2010 udsendt af Bonnier Amigo Music Group.

## Sangliste
| Nr. | Titel                                   | Længde |
| --- | --------------------------------------- | ------ |
| 1.  | "Whats in it for me"                    |        |
| 2.  | "True colors (New track)"               |        |
| 3.  | "Shooting star"                         |        |
| 4.  | "Its my life"                           |        |
| 5.  | "Perfect (New track)"                   |        |
| 6.  | "Welcome to the city"                   |        |
| 7.  | "Thank you"                             |        |
| 8.  | "Champion"                              |        |
| 9.  | "Is it love?"                           |        |
| 10. | "It can only get better"                |        |
| 11. | "Only you (New track)"                  |        |
| 12. | "Dont cry your heart out"               |        |
| 13. | "Big guns"                              |        |
| 14. | "Stay my baby"                          |        |
| 15. | "Up"                                    |        |
| 16. | "Ready to fly (New track)"              |        |
| 17. | "Bittersweet (Remix)"                   |        |
| 18. | "Shooting star (New version 2010)"      |        |
| 19. | "Its my life (New version 2010)"        |        |
| 20. | "Whats in it for me (New version 2010)" |        |